# Áyioi Apóstoloi (ort)
Áyioi Apóstoloi (Agioi Apostoloi) är en ort i Grekland.   Den ligger i prefekturen Nomarchía Anatolikís Attikís och regionen Attika, i den östra delen av landet, 40 km norr om huvudstaden Aten. Áyioi Apóstoloi ligger 29 meter över havet och antalet invånare är 1 904.
Terrängen runt Áyioi Apóstoloi är kuperad. Havet är nära Áyioi Apóstoloi åt nordost. Runt Áyioi Apóstoloi är det ganska glesbefolkat, med 43 invånare per kvadratkilometer. Närmaste större samhälle är Marathónas, 16,0 km söder om Áyioi Apóstoloi. 